# デビッドソン・ニコル

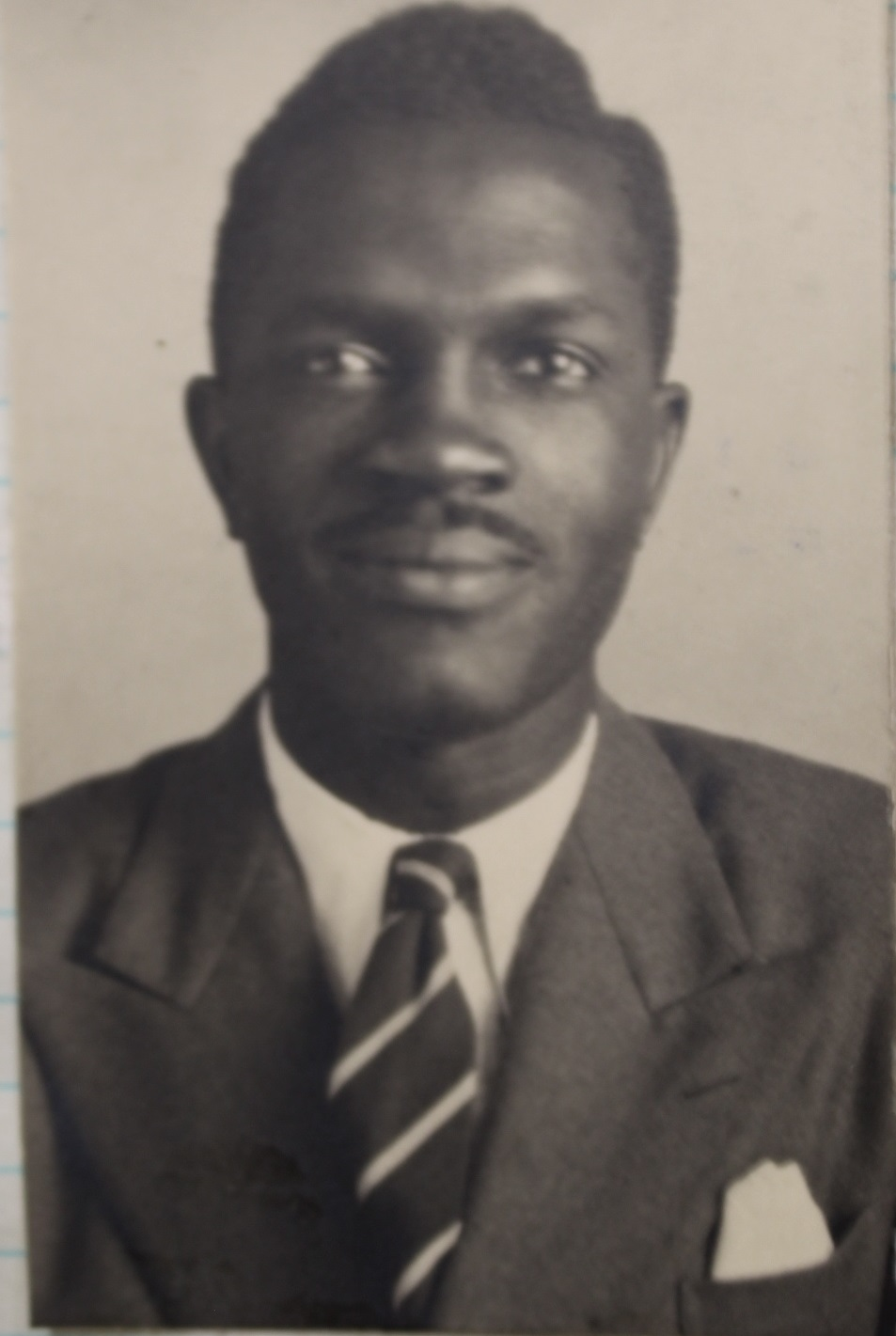
デビッドソン・ニコル

デビッドソン・シルベスター・ヘクト・ウィロビー・ニコル（Davidson Sylvester Hecto Willoughby Nicol、アビオセ・ニコル、Abioseh Nicolとも呼ばれる。1924年9月14日 - 1994年9月20日）とは西アフリカはシエラレオネ出身の外交官及び作家。
1924年9月14日にシエラレオネのフリータウンで生まれで、子供の頃は父親の仕事の都合でナイジェリアで過ごしていた。1943年にイギリスに渡りケンブリッジ大学のクライスト・カレッジで医学を学び、ロンドンの病院に勤務していた。1956年にアフリカに戻り、マーガレット・ロング文学賞を受賞。ナイジェリアや祖国シエラレオネで大学や研究所、政府公衆衛生機関などの医療関係の仕事に就いていた。1965年に短編集『二つのアフリカの物語』と『正式に結婚した女』を刊行。1966年にシエラレオネ大学副学長になった。1967年に公務を引退。1969年から1971年までイギリス大使や国連大使を、1970年9月には国際連合安全保障理事会の議長を務め、1972年には国際連合訓練調査研究所 (UNITAR) の理事長に就任した。1994年9月20日に死去。